# Juan José Ocón
Juan José Ocón Arza (San Sebastián, 1968), músico y director de orquesta español, director desde el año 2000 de la Joven Orquesta de Euskal Herria (EGO) y desde 2017 de la banda municipal de La Coruña. 
Concluyó con las máximas calificaciones sus estudios de Composición y Dirección de Orquesta bajo la cátedra de Tomás Aragüés en el Conservatorio Superior Municipal de Música de San Sebastián, obteniendo el Primer Premio Fin de Carrera en 1993. Ese mismo año y al año siguiente acude a la República Checa, en cuyo Concurso Internacional de Directores de Orquesta consigue el premio del mejor director, así como la medalla de honor, concedida, por unanimidad, por los profesores de la Orquesta de Moravia.
Amplía sus estudios de dirección con Kalmar, Yuasa, Svaaronwsky, Vronsky, Thrlink, etc. Debido a su interés por la música coral, ha dirigido diversos coros, cosechando éxitos en el campo de la ópera, la zarzuela y la polifonía.
Ha trabajado como director invitado en la Orquesta Filarmónica de Gran Canaria, Orquesta Filarmónica de Moravia, Orquesta Nacional de Letonia, Orquesta Sinfónica de Euskadi, Orquesta Sinfónica de Las Palmas, Orquesta Sinfónica de Bilbao, Orquesta Sinfónica de Galicia, Orquesta Filarmónica de Bratislava, Orquesta de la Radio de Bratislava y muchas otras.
Ha dirigido en diversas ediciones la Quincena Musical de San Sebastián. Asimismo ha colaborado asiduamente con el Orfeón Donostiarra. Debutó en el Teatro Real de Madrid en 1999 con Carmina Burana, de Carl Orff, obteniendo el unánime beneplácito de la crítica especializada.
A lo largo de su actividad orquestal ha grabado diversos discos como director, así como numerosas bandas sonoras para películas, cortometrajes y documentales.
Trabajó hasta 2017 en la escuela municipal de música y danza de San Sebastián como director de banda y profesor de trompeta.
En septiembre de 2000 fue nombrado director artístico titular de la EGO (Joven Orquesta de Euskal Herria-Euskal Herriko Gazte Orkestra), cargo que ostenta en la actualidad y que combina con la dirección de la banda municipal de La Coruña.